# Фарис аль-Агили
Фарис аль-Агили (род. 20 мая 1974 года, Мосул, Ирак) — иракский пауэрлифтер-паралимпиец. Серебряный призёр летних Паралимпийских игр 2012 в Лондоне. Бронзовый призёр летних Паралимпийских игр 2020 в Токио.

## Спортивные результаты
| Год  | Турнир                          | Место проведения | Категория    | Результат | Место |
| ---- | ------------------------------- | ---------------- | ------------ | --------- | ----- |
| 2010 | Чемпионат мира                  | Куала-Лумпур     | свыше 100 кг | 250       | 3     |
| 2012 | Летние Паралимпийские игры 2012 | Лондон           | свыше 100 кг | 242       | 2     |
| 2014 | Чемпионат мира                  | Дубай            | свыше 107 кг | 240       | 3     |
| 2018 | Азиатские Параигры              | Джакарта         | свыше 107 кг | 240       | 3     |
| 2019 | Чемпионат мира                  | Нур-Султан       | свыше 107 кг | 235       | 3     |
| 2021 | Летние Паралимпийские игры 2020 | Токио            | свыше 107 кг | 228       | 3     |
| 2021 | Чемпионат мира                  | Тбилиси          | свыше 107 кг | 237       | 4     |